# Left and Right
Left and Right è un singolo del cantante statunitense Charlie Puth, pubblicato il 24 giugno 2022 come terzo estratto dal terzo album in studio Charlie.
Il brano, in collaborazione con il cantante sudcoreano Jung Kook, è stato candidato agli MTV Video Music Awards 2022 per la canzone dell'estate e ha vinto un E! People's Choice Award come collaborazione dell'anno.

## Video musicale
Il video musicale, diretto da Drew Hirsch, è stato reso disponibile in concomitanza con l'uscita del brano.

## Tracce
Testi e musiche di Charlie Puth e Jacob Kasher Hindlin.
Download digitale
1. Left and Right (feat. Jung Kook) – 2:34

Download digitale – Sam Feldt Remix
1. Left and Right (feat. Jung Kook) (Sam Feldt Remix) – 2:34

Download digitale – Acapella
1. Left and Right (feat. Jung Kook) (Acapella) – 2:34

Download digitale – Galantis Remix
1. Left and Right (feat. Jung Kook) (Galantis Remix) – 2:45

## Formazione
- Charlie Puth – voce, produzione, missaggio
- Jung Kook – voce aggiuntiva
- Jan Ozveren – chitarra
- Michelle Mancini – mastering
- Manny Marroquin – missaggio
- Chris Galland – ingegneria del missaggio
- Jeremie Inhaber – assistenza al missaggio
- Robin Florent – assistenza al missaggio
- Scott Desmerais – assistenza al missaggio
- Benjamin Sedano – registrazione
- Pdogg – registrazione

## Classifiche

### Classifiche settimanali
| Classifica (2022) | Posizione massima |
| ----------------- | ----------------- |
| Argentina         | 94                |
| Australia         | 19                |
| Austria           | 71                |
| Belgio (Fiandre)  | 41                |
| Canada            | 17                |
| Corea del Sud     | 15                |
| Filippine         | 1                 |
| Francia           | 150               |
| Germania          | 61                |
| Giappone          | 27                |
| Grecia            | 34                |
| Hong Kong         | 9                 |
| India             | 1                 |
| Indonesia         | 3                 |
| Irlanda           | 33                |
| Lituania          | 18                |
| Nuova Zelanda     | 15                |
| Paesi Bassi       | 100               |
| Paraguay          | 35                |
| Portogallo        | 47                |
| Regno Unito       | 41                |
| Singapore         | 2                 |
| Slovacchia        | 58                |
| Stati Uniti       | 22                |
| Sudafrica         | 73                |
| Svizzera          | 46                |
| Taiwan            | 3                 |
| Vietnam           | 1                 |

### Classifiche di fine anno
| Classifica (2022) | Posizione |
| ----------------- | --------- |
| Canada            | 65        |
| Corea del Sud     | 99        |
| Vietnam           | 38        |
| Classifica (2023) | Posizione |
| Corea del Sud     | 142       |

## Date di pubblicazione
| Paese                 | Data             | Formato                          | Versione        | Nota          |
| --------------------- | ---------------- | -------------------------------- | --------------- | ------------- |
| Mondo                 | 24 giugno 2022   | CD, download digitale, streaming | Originale       | [ 29 ] [ 30 ] |
| Stati Uniti d'America | 5 luglio 2022    | Adult contemporary radio         | Originale       | [ 31 ]        |
| Stati Uniti d'America | 5 luglio 2022    | Contemporary hit radio           | Originale       | [ 32 ]        |
| Italia                | 15 luglio 2022   | Contemporary hit radio           | Originale       | [ 33 ]        |
| Mondo                 | 12 agosto 2022   | Download digitale, streaming     | Sam Feldt Remix | [ 34 ]        |
| Mondo                 | 19 agosto 2022   | Download digitale, streaming     | Acapella        | [ 35 ]        |
| Mondo                 | 9 settembre 2022 | Download digitale, streaming     | Galantis Remix  | [ 36 ]        |

## Riconoscimenti
- E! People's Choice Awards[11]
  - 2022 – Collaborazione del 2022
  - 2022 – Candidatura al video musicale dell'anno

- Japan Gold Disc Award[37]
  - 2023 – Canzone dell'anno per lo streaming (occidente)

- MTV Video Music Awards[10]
  - 2022 – Candidatura alla canzone dell'estate